# Cremospermopsis
Cremospermopsis är ett släkte av tvåhjärtbladiga växter. Cremospermopsis ingår i familjen Gesneriaceae.
Kladogram enligt Catalogue of Life:
| Cremospermopsis | \| \| Cremospermopsis cestroides \| \| \| \| \| \| Cremospermopsis parviflora \| \| \| \| |
|                 | \| \| Cremospermopsis cestroides \| \| \| \| \| \| Cremospermopsis parviflora \| \| \| \| |
|                 | Cremospermopsis cestroides                                                                |
|                 |                                                                                           |
|                 | Cremospermopsis parviflora                                                                |
|                 |                                                                                           |